# نیکلای دوم

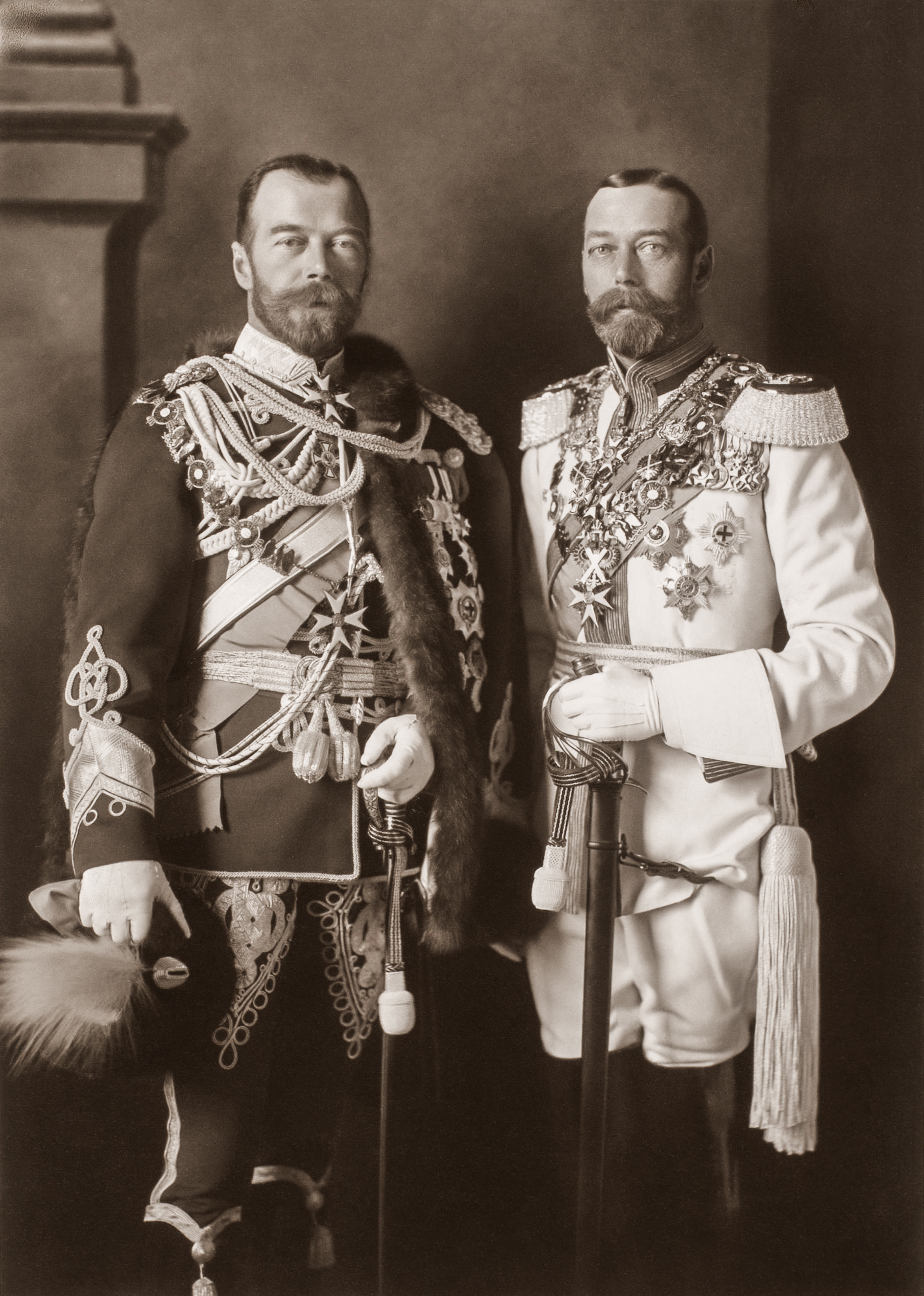
جورج پنجم و نیکلای دوم در برلین المان ۱۹۱۳

نیکُلای الکساندروویچ رومانوف یا نیکلای دوم (به روسی:Никола́й II یا Никола́й Алекса́ндрович Рома́нов) (زاده ۱۸ مه ۱۸۶۸ – مرگ ۱۷ ژوئیه ۱۹۱۸)، واپسین تزار روسیه، پادشاه لهستان و دوک بزرگ فنلاند بود. لقب کامل او «نیکولای دوم، امپراتور و فرمانروای مطلق سراسر روسیه» بود. او از سال ۱۸۹۴ تا ۱۹۱۷ – که ناچار به کناره‌گیری شد – حکومت کرد. او نشان داد که از اداره کشور آشوب‌زده‌اش و نیز ارتش که درگیر جنگ جهانی اول بود ناتوان است. فرمانروایی او با انقلاب ۱۹۱۷ روسیه به پایان رسید. چند ماه پس از این انقلاب، نیکلای و خانواده‌اش به دست بلشویکها به قتل رسیدند. کلیسای ارتدکس روسیه پس از تقدیس نیکلای، وی را نیکلای «قدیس رنج‌کشیده» خواند.

## خانواده و آغاز زندگی

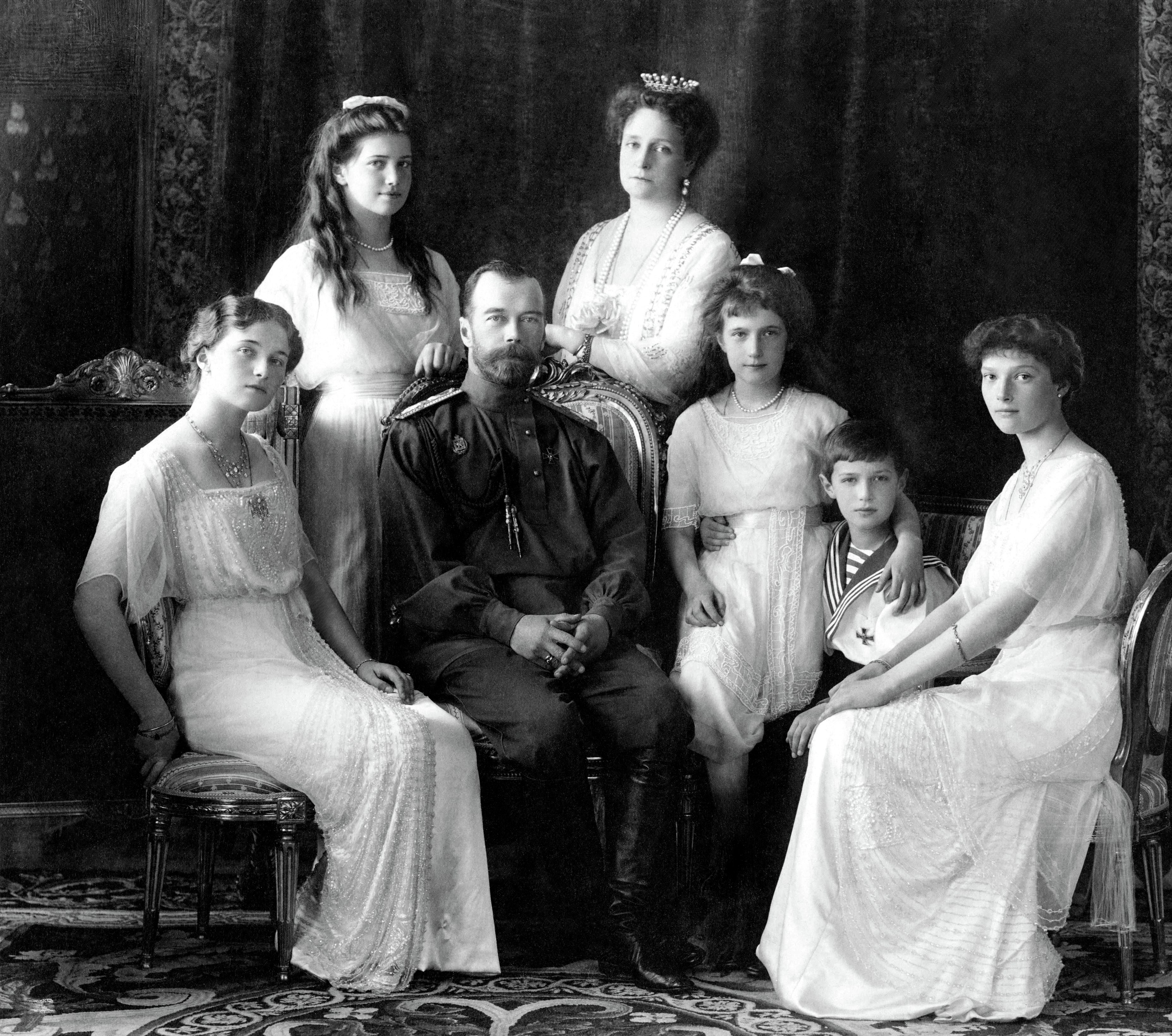
نیکلای دوم به همراه خانواده، ۱۹۱۳ میلادی

نیکلای دوم بزرگ‌ترین پسر امپراتور الکساندر سوم بود و در سن‌پترزبورگ چشم به جهان گشود. مادرش ماریا فیودوروونا به پسرش بسیار نزدیک بود. هنگامی که پسری شانزده‌ساله بود، شیفته شاهدخت آلکساندرا شد. شاهدخت آلکساندرا که در آن زمان ۱۲ ساله بود، دختر لویی چهارم (گرانددوک ایالت هسه) و نوه دختری ملکه پرآوازه انگلستان ملکه ویکتوریا بود. پدر و مادر نیکلای دوم با این وصلت موافق نبودند و دوست داشتند پسرشان در راستای پیمان اتحاد با فرانسه با شاهدختی از فرانسه پیمان زناشویی ببندد.
نیکلای در جوانی سفری به ژاپن کرد. در طی این سفر در در حال بازدید از یک نیایشگاه بود که یکی از باورمندان آنجا (که تاب بودن یک ناباور در نیایشگاه را نداشت) با شمشیر به او تاخت و اگر واکنش بهنگام پسرخاله‌اش نبود، جان به‌در نمی‌برد. در آن حمله تنها پیشانی نیکلای زخمی شد. این رویداد به کینه او از ژاپن انجامید که یکی از نتایجش، وقوع جنگ روسیه و ژاپن در سال‌های ۱۹۰۴ تا ۱۹۰۵ میلادی بود.
تزار از همسرش شاهدخت آلکساندرا چهار دختر و یک پسر داشت؛ پسرش الکسی به بیماری هموفیلی دچار بود و تزار با توجه به موقعیت شکننده‌اش این بیماری را از مردم پنهان کرده بود. همسرش شاهدخت آلکساندرا چون از درمان پسرش ناامید شده بود، به عرفان و صوفی‌گری روی آورده به مقدسین گرایش پیدا کرده‌بود. یکی از این مردان مقدس، فرد مرموزی به نام گریگوری راسپوتین بود که گویا در بهبود پسرش به کامیابی‌هایی هم رسیده بود.

## جنگ جهانی اول

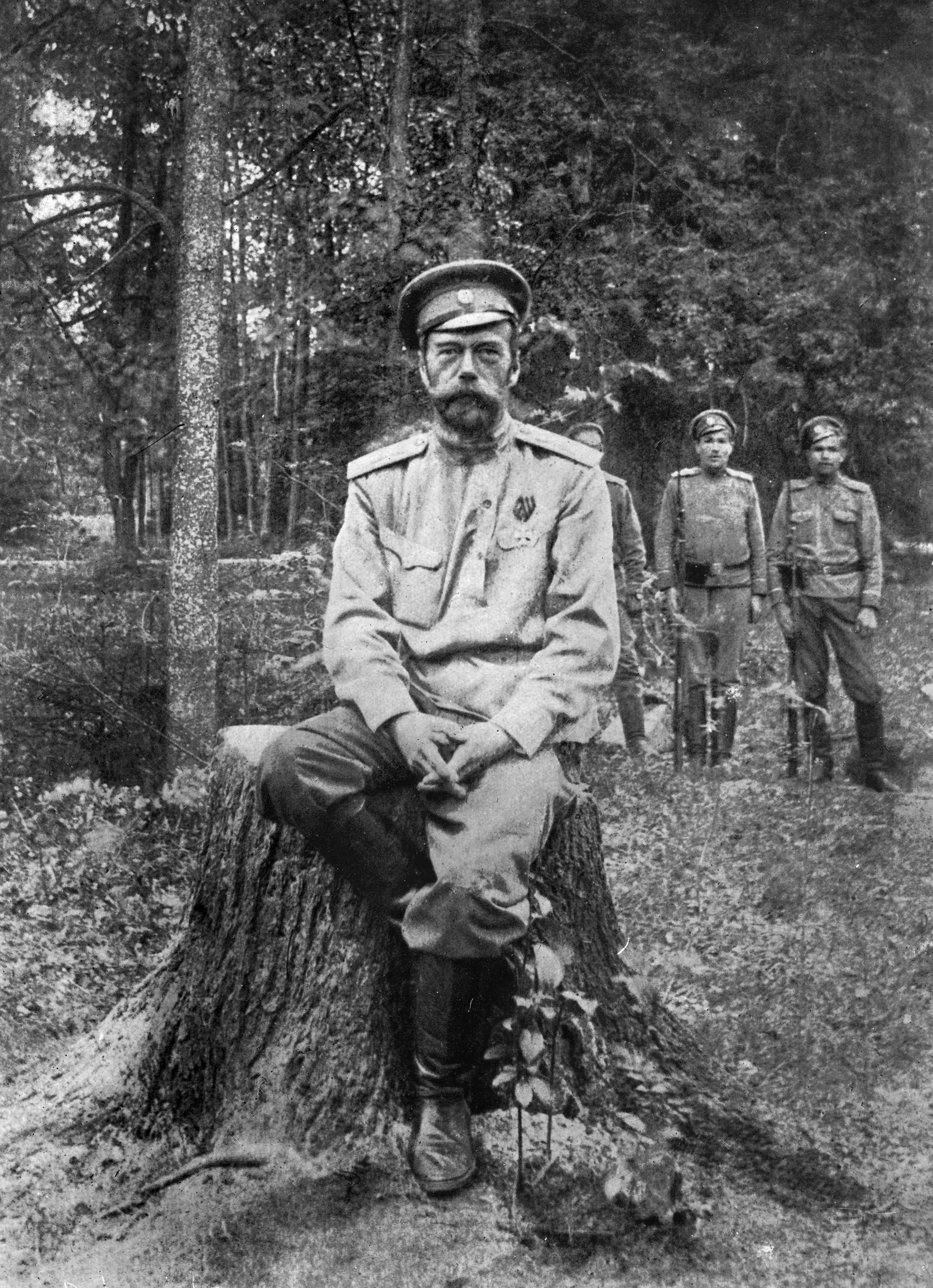
در سال ۱۹۱۷

به دنبال ترور آرشیدوک فرانتس فردیناند به دست یک جوان ملی‌گرای صرب در ۲۸ ژوئن ۱۹۱۴ میلادی، جنگ جهانی اول شروع شد. نیکلای دوم در آغاز جنگ برای پشتیبانی از صربستان دودل بود چون می‌دانست جنگ با امپراتوری اتریش-مجارستان به معنای جنگ با امپراتوری آلمان است. از سوی دیگر در آن زمان، جو پان‌اسلاویسم (اسلاو گرایی) در منطقه وجود داشت. این جو، سبب پشتیبانی روس‌ها از صرب‌ها شد. بسیج نیروی روس‌ها و پیشروی‌شان به سوی مرزهای امپراتوری اتریش-مجارستان، به مداخله امپراتوری آلمان که با امپراتوری اتریش-مجارستان پیمان دفاعی داشتند انجامید و شعله‌های جنگ زبانه کشید. روس‌ها اگرچه در برابر امپراتوری عثمانی و امپراتوری اتریش-مجارستان به پیروزی‌هایی دست‌یافتند، ولی توانایی برابری در مقابل حملات امپراتوری آلمان را نداشتند و کار در جبهه شرق به کندی پیش می‌رفت. سرانجام نیکلای دوم به این اندیشه افتاد که خودش شخصاً اداره جنگ را در دست گیرد. در نتیجه؛ برخلاف نظر مشاورانش، پسرخاله‌اش دوک اعظم نیکلای که جنگ‌سالاری ورزیده بود را کنار گذاشته، خود فرماندهی جنگ را در دست گرفت. پیامد این تصمیم نسنجیده منجر به از دست دادن سریع لهستان شد.
روسیه بارها در اوایل جنگ برای مبارزه با نیروهای عثمانی، بدون هیچ اجازه ای وارد ایران شده بود و مواردی چون اشغال تبریز در جنگ جهانی اول انجام شده بود. اما در سال ۱۹۱۵، دستور مستقیم اشغال ایران را صادر کرد. در طول جنگ جهانی اول، علیرغم اعلام رسمی بی‌طرفی ایران،  نیکلای دوم، به دلیل عدم اعتماد باعث نقض حاکمیت ارضی ایران شد. روسیه، پس از اشغال شمال غرب ایران، در اطراف قزوین لشکر کشید وبا نزدیک شدن به تهران (پایتخت ایران) باعث بحرانی شدن اوضاع تهران و انحلال مجلس شد. به طوری که احمدشاه و اطرافیان تصمیم گرفتند که با ترک تهران و جا به جایی پایتخت، سلسله قاجار را حفظ کنند. اما از دست رفتن پایتخت ممکن بود به شورش شهرها منجر شود. از این رو با جداسازی دولت و سلطنت، پایتخت دولت وقت به قم و سپس به اصفهان مهاجرت کرد و پایتخت سلطنت همچنان در تهران ماند. برای ایستادگی در برابر نیروهای روسیه و جا به جایی پایتخت دولت از تهران به قم و حفظ پایتخت سلطنت در تهران،  نیروهای مردمی به رهبری حیدر لطیفیان در نبردی موسوم به نبرد رباط‌کریم در اطراف تهران در برابر نیروهای روس مقاومت کردند. با آن که مقاومت مردمی در برابر روس ها شکست خورد، اما در هدف حفظ تهران از تسخیر توسط روسیه موفق شدند و پایتخت همچنان تهران ماند.
همچنین دوری نیکلای دوم از پایتخت سبب شد که نتواند جلوی پیشروی انقلاب را بگیرد. اداره دولت به دست شاهدخت آلکساندرا افتاده بود. شاهدخت آلکساندرا در نزد توده‌های مردم، یک آلمانی نه چندان خوش‌نام بود. همچنین راسپوتین در امور کشورداری دخالت می‌کرد. تزار نیز، سفارش کسانش را برای کنار گذاشتن راسپوتین نمی‌پذیرفت. گسترش شایعه‌ها دربارهٔ رابطه شاهدخت آلکساندرا با راسپوتین به خشم گروهی از درباریان و سپس به کشته‌شدن راسپوتین به دست گروهی از ایشان در ۱۶ دسامبر ۱۹۱۶ انجامید.

## پایان پادشاهی و مرگ
در سال ۱۹۱۵ سن‌پترزبورگ دچار آشوب‌شد و گروهی از سربازان سر به شورش برداشتند. تزار به اندرز کسانی که او را به انجام اصلاحات برای پیشگیری از انقلاب می‌خواندند، توجهی نکرد. در سال ۱۹۱۷ کمبود خوراک در پتروگراد منجر به شورش مردم برای یافتن نیازهایشان شد و نیکلای را مجبور به کناره‌گیری از قدرت کرد. او در آغاز می‌خواست به سود پسرش الکسی کنار برود؛ ولی چون نیکلای و خانواده‌اش ناچار بودند به تبعید بروند، پزشکان به نیکلای هشدار دادند که پسرش دور از پدر و مادر زمان درازی نخواهد زیست. سپس نیکلای تصمیم داشت برادرش گرانددوک میخائیل را به جانشینی خود بگمارد، ولی میخائیل پذیرش تاج و تخت را به رأی مردم سپرد و پیشنهاد برادرش را نپذیرفت. در ادامه این رویدادها انقلاب بلشویک‌ها توانست بنیاد سه سده فرمانروایی دودمان رومانوف بر روسیه را در هم بکوبد.
در مارس ۱۹۱۷ دولت موقت، اقدام به بازداشت نیکلای و خانواده‌اش در کاخی در ۱۵ کیلومتری جنوب پتروگراد کرد. در اوت ۱۹۱۷ دولت الکساندر کرنسکی، نیکلای و خانواده‌اش را به توبولسک در کوه‌های اورال فرستاد. در اکتبر ۱۹۱۷ که بلشویک‌ها بر سر کار آمدند به سخت‌گیری بر خانواده نیکلای پرداختند. در این هنگام جنبش سفید به ستیز با انقلاب پرداخت و جنگ درونی همه سویه‌ای آغاز شد. سپس نیکلای و خانواده‌اش را به دژ جنگی یکاترینبورگ که در دست نیروهای بلشویک بود فرستادند.
در ساعت ۰۲:۳۳ بامداد ۱۷ ژوئیه ۱۹۱۸ میلادی نیکلای دوم، همسرش و هر پنج فرزندشان، به همراه پزشک خانوادگی و سه خدمت‌کار در زیرزمین آن دژ تیرباران شدند. مأموران اجرای قتل‌عام، به گریه نیکلای در آخرین لحظات عمرش اشاره می‌کنند. مأموران، پیکرهای کشته‌شدگان را در اسید گذاشتند و بازمانده جسدشان را به خاک سپردند. در سال ۱۹۹۸ میلادی، یعنی هشتاد سال پس از آن حادثه، پیکرهای کشته‌شدگان شناسایی شدند. این پیکرها از خاک خارج شد و سپس در مراسمی با حضور بوریس یلتسین، بر طبق آیین مسیحیان، در شهر سن‌پترزبورگ به خاک سپرده شدند.

## تقدس
در سال ۱۹۸۱ نیکلای دوم و خانواده نزدیکش از سوی «کلیسای ارتدکس در تبعید روسیه» جایگاه قدیسی یافتند و شهید شناخته شدند. در ۱۴ اوت ۲۰۰۰ «کلیسای ارتدکس روسیه» نیز، آنان را قدیس شناخت.

## نگارخانه

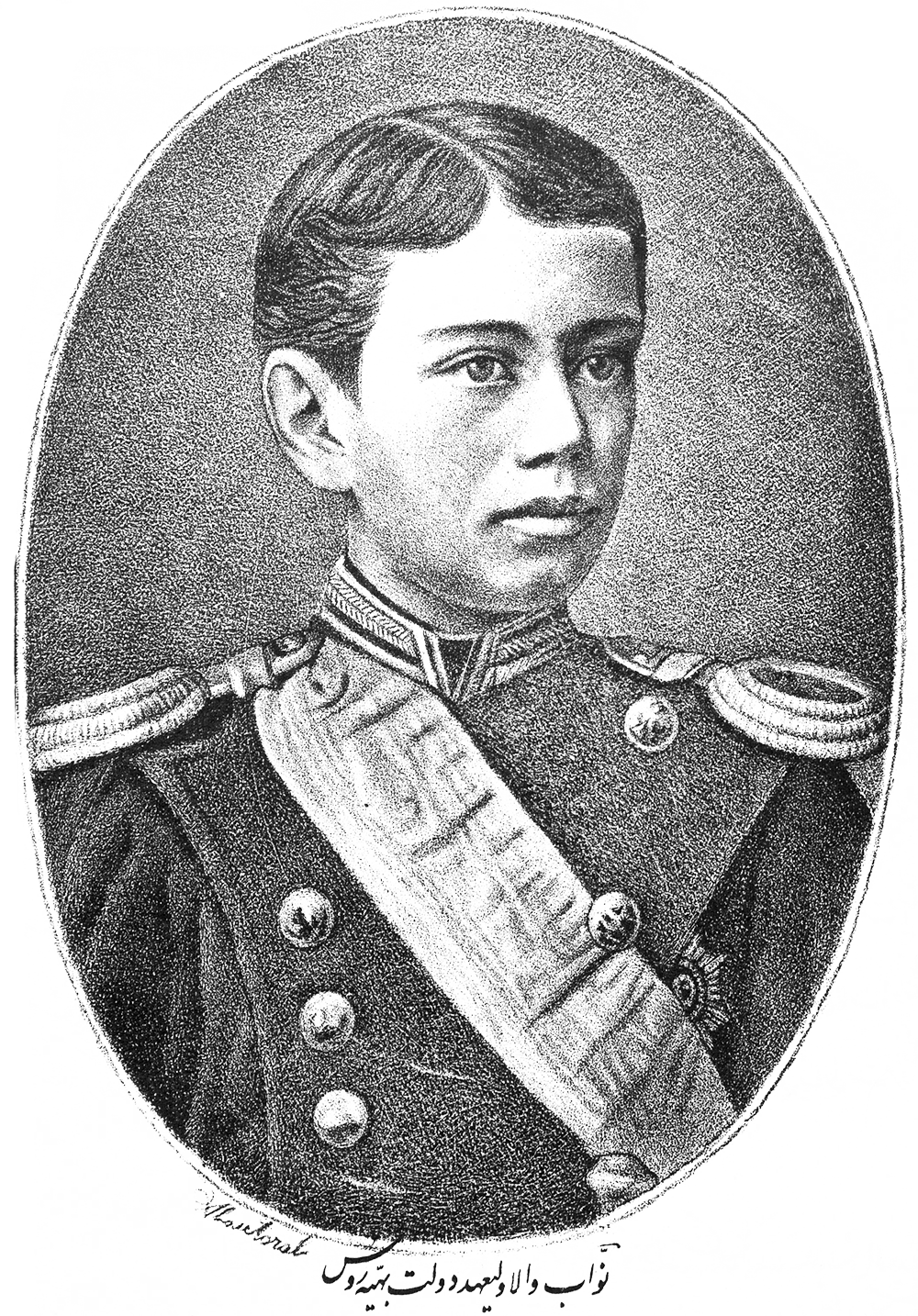
«نواب والا ولیعهد دولت بهیه روس» اثر ابوتراب غفاری در سال ۱۳۰۲ قمری
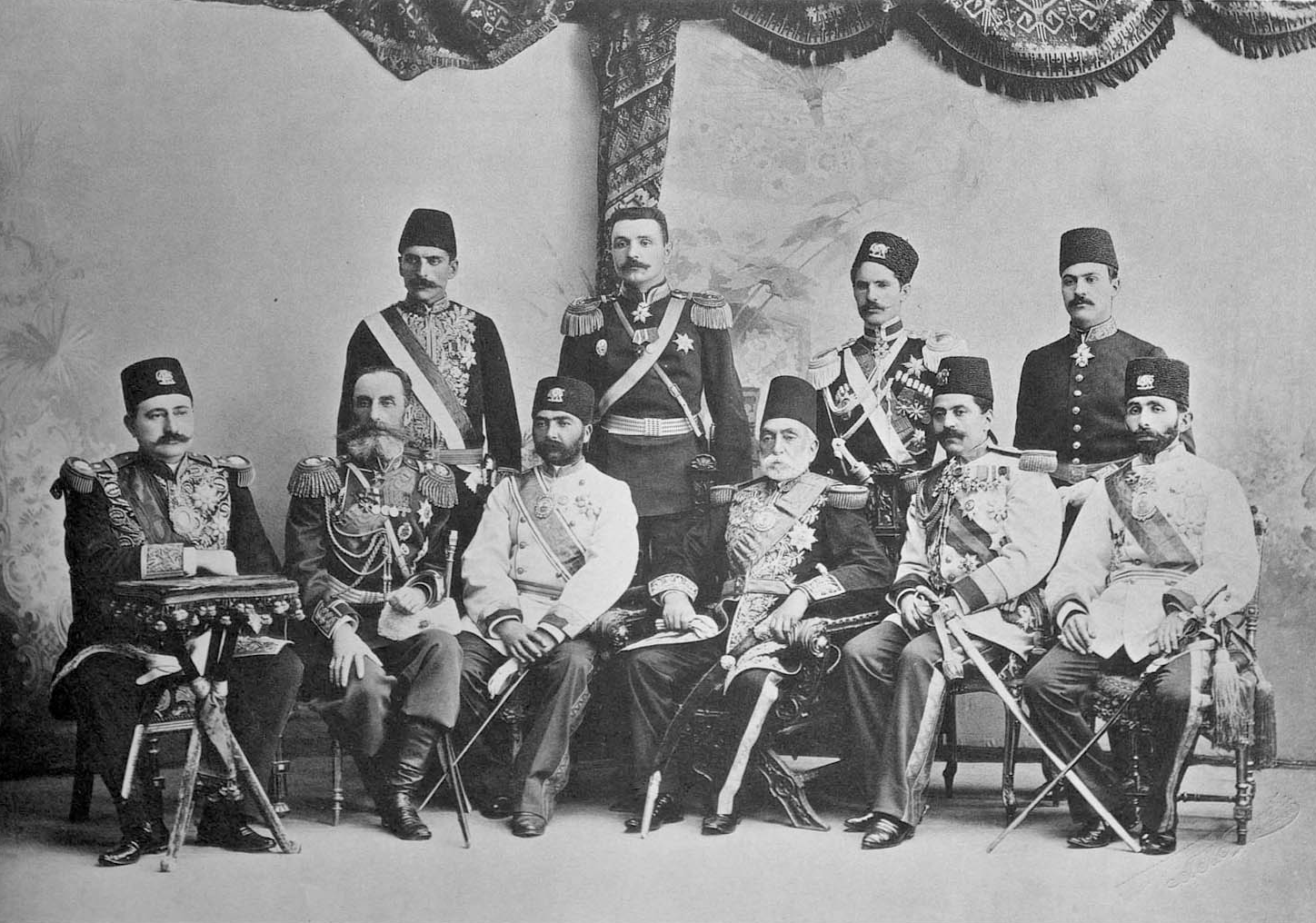
نمایندگان ایران که در مراسم تاج گذاری نیکلای دوم ، امپراتور روسیه حضور داشتند

## توضیحات
1. ↑  در زمان نیکلای دوم سن پترزبورگ، پتروگراد خوانده می‌شده‌است.